# Federación

Mapa que muestra los Estados federales del mundo.

Una federación (del latín foederatio ‘unión’) es una agrupación institucionalizada de entidades sociales relativamente autónomas. La federación suele asociarse a la formación de Estados conformados a su vez por la reunión de varias entidades territoriales y políticas. También suele denominarse Estado federal o república federal y, generalmente, tiene un sistema político republicano y excepcionalmente monárquico. El término se contrapone al de Estado unitario o centralizado.
La organización política o estructura constitucional que caracteriza a una federación se conoce como federalismo.
En el plano macropolítico las federaciones están compuestas por divisiones territoriales que se autogobiernan, a las cuales se llega a dar con frecuencia el nombre de estados, cantones, regiones, provincias u otras, que gozan de un mayor o menor grado de autonomía, pero que, en cualquier caso, tienen facultades de gobierno o legislación sobre determinadas materias, distintas de las que corresponden a la administración federal (gobierno de la federación). El estatus de autogobierno de las regiones que lo componen está establecido por su constitución y, de ordinario, no puede alterarse unilateralmente por decisión del gobierno de la federación.
Solo excepcionalmente el modelo federal puede alcanzar al derecho de autodeterminación de los territorios federados, que fue lo que ocurrió durante el desmembramiento de la Unión de Repúblicas Socialistas Soviéticas.
Las federaciones pueden ser multiétnicas o extenderse por amplios territorios, aunque no necesariamente ha de darse alguna de estas situaciones. Con frecuencia las federaciones se constituyen sobre un acuerdo original entre Estados soberanos. Los estados que forman la federación no suelen tener derecho a separarse unilateralmente de la misma. Entre las federaciones más conocidas se encuentran Alemania, Argentina, Austria, Australia, Brasil, Canadá, Estados Unidos, India, México, Rusia, Suiza y Venezuela.
Las partes que componen una federación se conocen generalmente con el nombre de «estados», por lo que para diferenciarlos de los «estados nacionales» suelen ser denominados «estados federados». Dichos estados pueden considerarse dotados de cierta soberanía, ya que ciertas competencias les quedan reservadas con exclusión del gobierno federal. Sin embargo, una federación es algo más que una mera alianza de estados independientes. Los estados que forman una federación no suelen tener competencia en asuntos de política exterior y por tanto carecen de la consideración de independientes bajo el derecho internacional.
Algunos países utilizan nombres distintos (y distintivos) para denominar a sus partes federadas: en Suiza se conocen como «cantones» y en Canadá y Argentina se les denomina «provincias».
Las federaciones normalmente exhiben una estructura administrativa en la que dos niveles de gobierno ejercen sus facultades sobre una sola jurisdicción, quedando algunas atribuciones reservadas al gobierno federal, otras a los gobiernos locales, y un tercer grupo de ellas que pueden ser concurrentes. Pueden darse excepciones, en las cuales algunas partes de la federación quedan bajo control directo del gobierno federal, como ocurre en el caso de los «territorios autónomos» de Canadá y Australia, con el Distrito de Columbia de los Estados Unidos, con el extinto Distrito Federal en México, o los extintos Territorios Nacionales —todos provincializados—, así como al antiguo sistema vigente en la Capital Federal, hoy Ciudad Autónoma de Buenos Aires (Argentina). En este último caso, el gobierno federal está dotado de facultades constitucionales especiales en materia de instalación y eliminación de algunas estructuras del gobierno local, lo que impide que la entidad sea un verdadero estado federado.
Pese a lo anteriormente señalado, no es necesariamente característico de una federación el que exista una gran región central (una «metrópolis») bajo el control directo del gobierno federal. Abundando en el ejemplo de México, la zona metropolitana de la Ciudad de México abarca tal extensión que en ella concurrían un gobierno federal, dos gobiernos locales, cincuenta y dos municipales y dieciséis administraciones delegacionales, y fue el caso que a lo largo de la última década el gobierno federal disminuyó su injerencia, hasta que se decidió que Ciudad de México fuera autónoma al pasar a ser la entidad federativa número 32 de la República Mexicana.

## Formas de surgimiento de las federaciones
Según los politólogos Rafael Ribó y Jaime Pastor, los Estados federales pueden ser el resultado de alguno de estos tres tipos de procesos: la transformación de una Confederación en una Federación (Estados Unidos, Suiza); que surja de un proceso de descolonización (al alcanzar la independencia la antigua colonia se constituye en Estado federal para dar respuesta a la pluralidad de las partes que la componen, como en los casos de Nigeria o de India); o la transformación de un Estado unitario regionalizado (como ha sucedido en Bélgica). En este último caso, «las partes, antes integradas en un Estado unitario, se reconocen la capacidad de ejercer la soberanía para pactar un nuevo tipo de ligamen», han señalado Ribó y Pastor.
Según otros autores,[cita requerida] una federación puede surgir, y este es el caso más frecuente, como resultado de un acuerdo inicial entre Estados independientes que se unen para resolver problemas comunes o dotarse de una defensa mutua. Este ha sido el caso de Argentina, Australia, Alemania, Canadá, los Estados Unidos y Venezuela. También puede surgir de un proceso contrario, es decir, de un país originalmente centralista en el que una reforma constitucional o un movimiento armado logran cierto grado de autonomía para distintas regiones. Este es el caso de Brasil, luego de la disolución del Imperio de Brasil. Una tercera posibilidad, es que sea el resultado de una confederación de Estados independientes que deciden estrechar aún más sus lazos. Este es el caso de Suiza, la cual es una federación a pesar de mantener la denominación de «confederación» en su nombre oficial (Confederación Helvética). Y por último, puede surgir como una federación de federaciones, aunque este esquema funciona más como un organismo internacional que como un Estado nacional. Este es el caso de la Comunidad de Estados Independientes que surgió al desintegrarse la Unión Soviética.

## Estado federal
El Estado federal es una forma de Estado compuesta por entidades territoriales (que reciben diversos nombres: Estado, Land, Cantón, etc.) que han pactado federarse, dotándose de un Gobierno compartido. Se diferencian de las Confederaciones en que las entidades federadas no tienen el derecho de abandonar la Unión.
Según los politólogos Rafael Ribó y Jaime Pastor, el Estado federal se diferencia del Estado unitario regionalizado —que cuando alcanza un alto grado de autonomía se afirma en ocasiones que se trata de un Estado federal de facto— en que en el Estado regionalizado o «Estado autonómico» el «elemento nuclear» «es que la fuente de poder es el ordenamiento global, el cual reconoce el derecho a la autonomía de las partes. Se puede describir como un flujo de poder desde el centro hacia la periferia (en sentido gráfico figurado) sin que menoscabe la unidad». En el Estado federal, en cambio, «el flujo de poder va desde las partes hacia la globalidad para crearla. Cada parte decide soberanamente, mediante un pacto entre iguales, la creación de un orden más amplio», mientras que «las partes integradas en un Estado autonómico no tienen un poder constituyente propio y están sometidas a controles mucho más estrictos que los del Estado federal». «Son políticamente autónomas pero a partir de una sola soberanía», concluyen Ribó y Pastor.

### División de competencias
En un Estado federal, la división de poderes entre los gobiernos estatales y el federal está esquematizada en la constitución. Es así que el derecho de los estados componentes al autogobierno suele estar arraigado constitucionalmente. Los Estados federados a menudo suelen tener sus propias constituciones que pueden modificar si lo estiman conveniente, aunque en caso de conflicto prima el criterio de la constitución federal.
En casi todos los Estados federales el gobierno central se adjudica las competencias de política exterior y defensa. Si no se da este caso, no estamos ante un Estado soberano único. Al margen de esto, la división exacta de poderes varía de un país a otro. La Constitución de los Estados Unidos establece que toda competencia que no sea concedida de forma explícita al gobierno federal, quedará en manos de los Estados de la Unión. Por otra parte, la Constitución de Canadá indica lo contrario: las competencias no transferidas explícitamente a los gobiernos provinciales revierten en el gobierno central. En Alemania la división de competencias es más de administración que de contenido: el gobierno federal suele limitarse a emitir directivas a los Länder (autogobiernos regionales) que estos tienen amplia libertad para interpretar e implementar. En la República Popular China, considerada una federación de facto,[cita requerida] el gobierno establece de forma general una política y unos objetivos económicos, dejando su ejecución en manos de los gobiernos provinciales.

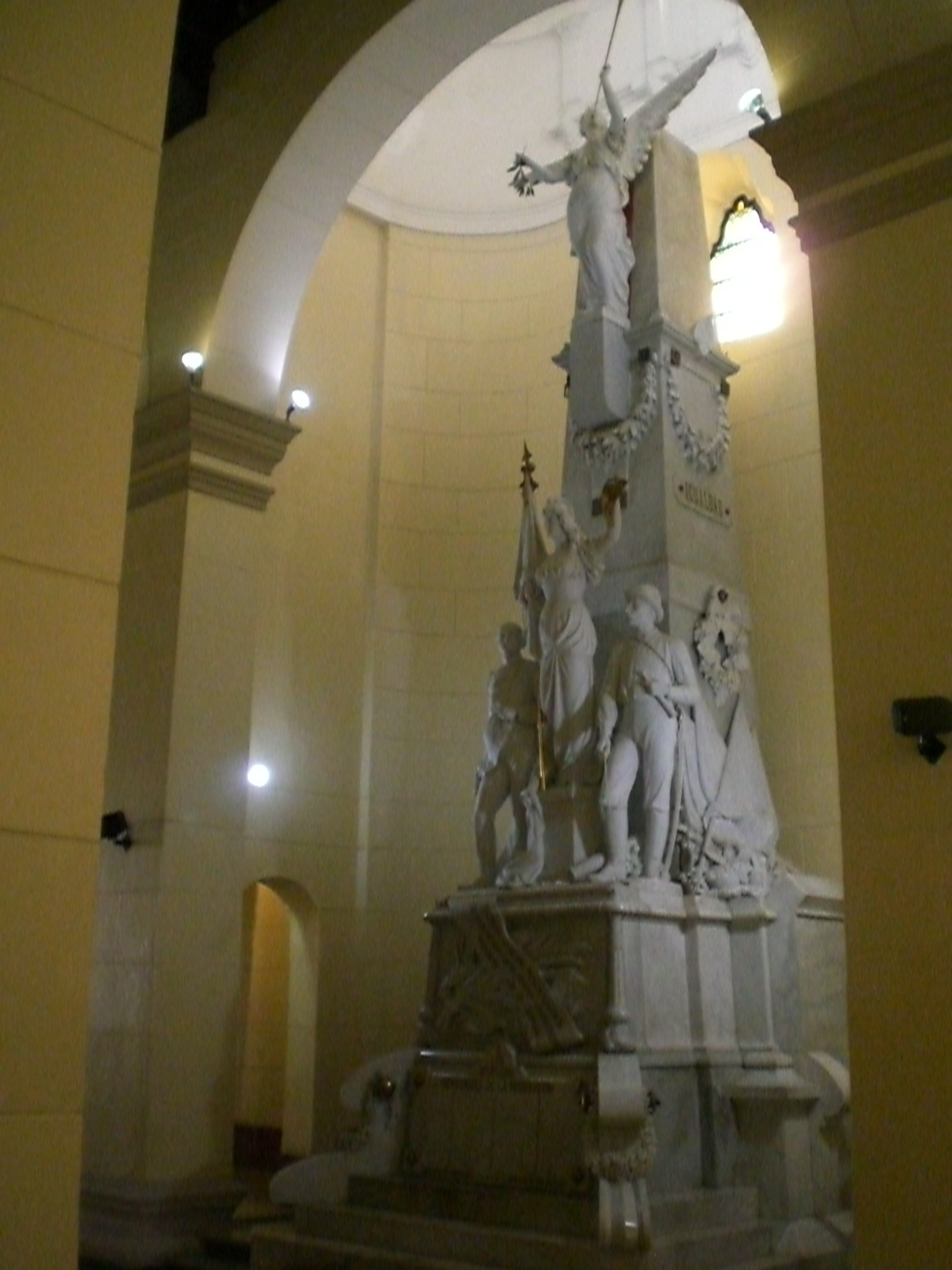
Monumento a la Federación en el Panteón Nacional de Venezuela.

### Instituciones
Las instituciones propias de los Estados federales son tres:
1. Gobierno federal, que ejerce las competencias y los poderes que le atribuye la Constitución.
2. Parlamento bicameral, con una Cámara de representación directa de los ciudadanos (Cámara de Representantes de los Estados Unidos, Bundestag de la República Federal de Alemania, etc.) y otra de representación de los estados federados (Senado de los Estados Unidos, Bundesrat de Alemania, etc.)
3. Tribunal Federal que resuelva los conflictos entre las partes federadas (Corte Suprema de los Estados Unidos, Tribunal Constitucional Federal de Alemania, etc.)

La mayoría de los gobiernos federales están inscritos dentro de estructuras que incorporan mecanismos para proteger los derechos de los Estados federados. Uno de estos mecanismos, conocido como federalismo intraestatal, consiste en dar representación directa a los gobiernos de los estados integrantes en las instituciones políticas federales. Cuando una federación cuenta con un órgano legislativo bicameral, la cámara alta es a menudo la representación de los estados integrantes, en tanto que la cámara baja representa al total de la ciudadanía de la nación. Una cámara alta federal puede basarse en un esquema de igual representación territorial, como es el caso del Senado de los Estados Unidos y el de Australia, en los que a cada estado se le atribuye el mismo número de representantes, sin tener en cuenta su peso poblacional.
Una práctica distinta consiste en la elección indirecta de los miembros de la cámara alta por parte de los gobiernos u órganos legislativos de los estados integrantes, como fue el caso de los Estados Unidos antes de 1931, o ser miembros o delegados de los gobiernos «regionales», como es el caso del Bundesrat alemán. La cámara baja de un órgano legislativo federal suele ser de elección directa, con un reparto de la representación que es proporcional al peso demográfico de cada Estado federado, aunque puede hacerse provisión de una representación mínima por región de cierto número de escaños.
Las Estados federales suelen contar con procedimientos especiales para la reforma de la constitución federal. Esto puede garantizar que el autogobierno de los estados integrantes no sea abolido sin su consentimiento. Una enmienda a la Constitución de los Estados Unidos debe ser ratificada por tres cuartas partes de las asambleas legislativas estatales o bien por juntas constituyentes elegidas para la ocasión en cada uno de los estados. En los plebiscitos de reforma constitucional de Australia y Suiza se requiere que la propuesta no solo sea aprobada por una mayoría de la totalidad del electorado del país, sino por una mayoría de estados o cantones, respectivamente.
Algunas constituciones federales establecen que ciertas reformas no puedan llevarse a cabo sin el consentimiento unánime de todos los estados o de un estado en particular. La Constitución de los Estados Unidos indica que ningún estado puede ser privado sin su consentimiento de una representación igual en el Senado. En Australia, si se propone una reforma que afectará específicamente a uno o varios estados, entonces debe ser plebiscitada en cada uno de esos estados. La Ley Básica alemana especifica la imposibilidad de llevar a cabo enmiendas que supongan la abolición del sistema federal.

### Federalismo simétrico y asimétrico
Se habla de federalismo simétrico cuando los distintos estados de una federación poseen las mismas competencias. Está basado en la igualdad de competencias para cada entidad «regional», es decir, cada territorio tendría los mismos poderes.
Cuando se le conceden a cada estado distintas competencias, o unos poseen mayor grado de autonomía que otros, se habla de federalismo asimétrico. Esto se suele llevar a cabo cuando se trata de reconocer la existencia de una cultura diferente en cierta «región» o conglomerado de «regiones». El ejemplo de una federación asimétrica es Canadá, donde Quebec disfruta de mayores competencias en materia cultural y lingüística.
No es extraño que durante la evolución histórica de una federación pueda darse una transferencia gradual de poder desde los estados integrantes hacia el centro, adquiriendo el gobierno federal mayores competencias para hacer frente a hipotéticas circunstancias no previstas. La adquisición de nuevas competencias por parte del gobierno federal puede darse a través de enmiendas formales a la constitución o mediante una interpretación jurisprudencial más amplia de las competencias constitucionales ya existentes. Pero de igual modo, el gobierno federal puede conceder mayores competencias a los estados integrantes para mejor gestión de los recursos de acuerdo a cada necesidad, pues desde un gobierno federal totalmente centralizado es casi imposible conocer con detalle las necesidades de cada estado que lo forma.

## Otras formas de Estado
La distinción entre Estado federal y Estado unitario a menudo puede resultar ambigua. Un Estado unitario puede tener una apariencia cercana a la de una federación en su estructura y, aunque un gobierno central tuviera la facultad teórica de revocar la autonomía de una región de autogobierno, llevar esa prerrogativa a la práctica podría ser de una extremada dificultad política.[cita requerida]
Las regiones de autogobierno de algunos Estados unitarios pueden disfrutar de una mayor autonomía que los estados de algunas federaciones.[cita requerida] Por estas razones, a veces se sostiene por algunos que ciertos Estados unitarios modernos son federaciones de facto, ya que no son formalmente federales, mientras que otros los conceptualizan como Estados regionales.

### Estados unitarios

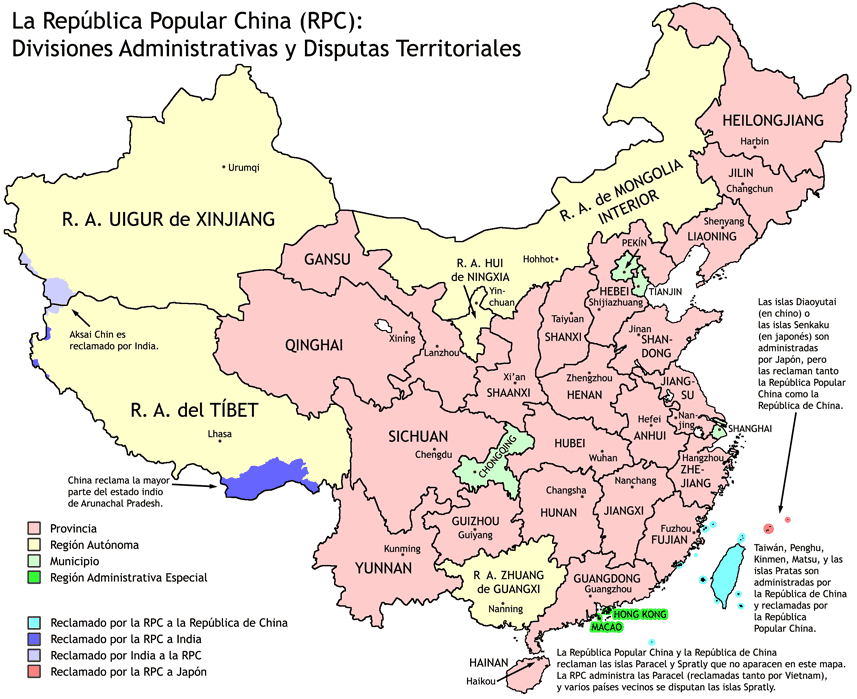
Regiones de China.

Un Estado unitario es aquel que tiene un único nivel de gobierno nacional centralizado. Sin embargo, los Estados unitarios también pueden contar con una o más regiones que se autogobiernen. La diferencia entre una federación y esta clase de Estado unitario es que la autonomía de las regiones con autogobierno tan sólo es tolerada por el gobierno central, que puede revertirla unilateralmente.
Mientras que una federación suele surgir por acuerdo de Estados formalmente independientes, en un Estado unitario las regiones de autogobierno se suelen crear mediante procesos de desconcentración, donde un Estado previamente centralista concede autonomía a regiones que anteriormente habían sido totalmente subordinadas. Así, las federaciones suelen constituirse de forma voluntaria «de abajo arriba», mientras que la descentralización transfiere el autogobierno a las regiones «de arriba abajo».
La filosofía de un Estado unitario suele sostener que, al margen de la condición de cualquiera de sus partes integrantes, todo su territorio constituye una única entidad de soberanía o Estado-nación y que, en virtud de este hecho, el gobierno central ejerce dicha soberanía «por derecho». Por otra parte, en una federación, a menudo se considera que la soberanía en términos prácticos reside en sus estados integrantes o es compartida entre estos y la federación.

### Estado de las autonomías

Comunidades autónomas de España.

Algunos juristas sugieren el caso de España como un país que, sin adoptar el federalismo explícito como forma política, dentro de la forma del Estado Autonómico, sí lo sería de facto, teniendo, no obstante, el autonomismo español una serie de características cruciales que lo diferencian radicalmente de los modelos federales genuinos. Una diferencia destacada en todo caso entre un Estado federal y un Estado regional/autonómico se observa en la capacidad constituyente de los Estados y en la existencia de una organización completa (legislativa, ejecutiva, judicial) dentro de los mismos, a diferencia del Estado regional/autonómico, donde la norma de organización es estatal (en el caso de España, Ley Orgánica) y el poder judicial es único (117 CE).

### Federaciónde facto
Una federación de facto se ha desarrollado en la República Popular China sin legislación formal. Esto ha tenido lugar a medida que las transferencias de poder a las provincias, en gran medida informales, para gestionar asuntos económicos y para la implementación de las políticas nacionales, han generado un sistema que algunos han llamado «federalismo de facto con características chinas».[cita requerida]
En otro caso, Birmania es constitucionalmente un estado unitario, pero su sistema político tiene muchos elementos de federalismo. Cada división administrativa tiene sus propios gabinetes y ministros principales, lo que la hace más parecida a una federación que a un estado unitario.[cita requerida]

### Confederación

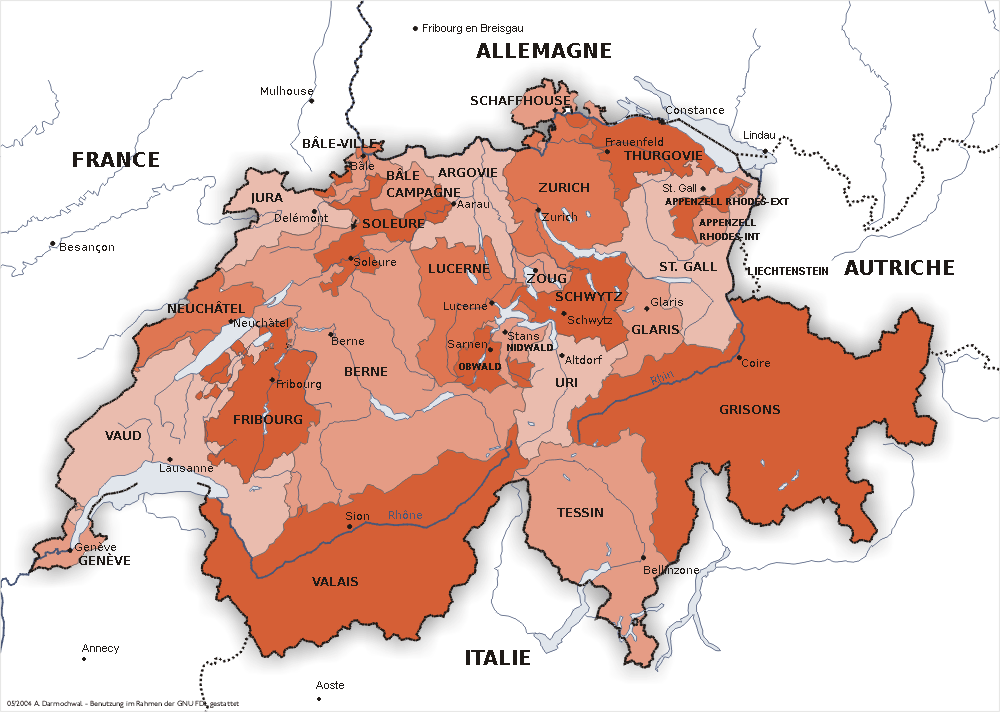
La Confederación Helvética y sus 26 cantones.

Siendo distinta de un Estado unitario, una federación también se diferencia de una confederación. Esta posee una estructura semejante a la de una federación, pero con un gobierno central disminuido en relación con un gobierno federal.
Una confederación puede consistir asimismo en una serie de Estados que, mientras que en ciertos aspectos puntuales comparten soberanía temporalmente, son considerados totalmente soberanos y mantienen el derecho a separarse unilateralmente.
No obstante, como ha señalado Mario Justo López, en la actualidad no existe ningún Estado confederal (Suiza se sigue denominando oficialmente Confederación Helvética pero desde 1848 es un Estado federal).

### Imperio
Un imperio es un Estado multiétnico o un conjunto de naciones con un gobierno central establecido mediante la fuerza. Un imperio posee con frecuencia regiones de autogobierno, pero éstas están dotadas de autonomía sólo en la medida en que es tolerada por el gobierno central.
La voz «imperio», exceptuando su uso en sentido figurado, se aplica normalmente a una entidad gobernada por un emperador, aunque su papel constitucional fuese meramente ceremonial. En ocasiones un imperio puede consistir igualmente en diversos reinos organizados en torno a un «sumo rey» designado emperador.

## Casos particulares

### Unión Soviética

La Unión Soviética y sus 15 repúblicas.

La constitución de la Unión Soviética (URSS), de 1922 a 1991, daba cauce teórico a la federación o confederación voluntaria de las repúblicas socialistas soviéticas. Se puede decir que cada una estaba gobernada por su propio consejo supremo y tenía derecho a separarse. Algunas repúblicas habrían contado incluso con mayor autogobierno.
No obstante, en la práctica, el sistema de gobierno basado en el partido único significó una enorme centralización real de la Unión, dado que las decisiones importantes eran tomadas por los dirigentes del Partido Comunista en Moscú y simplemente rubricadas por las instituciones locales.
Con la llegada de la competencia en elecciones multipartidistas, en las postrimerías de la URSS, el federalismo teórico de la Unión llegó a ser una realidad en la práctica. Esto tuvo lugar solamente de forma pasajera durante un breve periodo, a medida que los gobiernos elegidos en muchas repúblicas reclamaban su derecho a la separación y devenían Estados independientes. De este modo, el sistema federal de iure desempeñó un papel clave en la disolución de la Unión.

### Unión Europea

La Unión Europea (en azul) dentro de Europa (en gris fuerte).

La Unión Europea (UE) posee algunos de los atributos de un Estado federal, pero su gobierno central tiene muchas menos atribuciones que el de la mayoría de las federaciones, de manera que se caracteriza como cierto tipo de unión supranacional, confederación moderna o unión sin precedentes.
En particular los Estados miembros de la UE tienen derecho a obrar de forma independiente en asuntos de política exterior y defensa (aunque están sujetos a las directrices generales de la Comisión y el Consejo en el marco de la PESC y la PCSD), así como la casi exclusividad en otros apartados de importancia, como el sistema fiscal o la Hacienda Pública, bajo ciertos parámetros establecidos por el Ecofin.
Los Estados miembros de la Unión Europea son entidades soberanas e independientes de acuerdo al derecho internacional, y con capacidad de iure para separarse de la Unión. No obstante lo cual, delegan el ejercicio de su soberanía o, según el ámbito, lo ejercen en común, en el seno de la Unión Europea, que no es una alianza de Estados, más bien una unión de naciones con personalidad jurídica propia y única. Las instituciones europeas persiguen en su actuación, y a través de instrumentos propios, la defensa del interés general europeo o interés comunitario, que no es una mera anexión de los distintos intereses nacionales.
La doctrina comunitarista suele definir como método comunitario la conjunción más o menos armónica de dos tensiones dinámicas siempre presentes en el funcionamiento y el poder de la Unión, pero con distinta prevalencia en según qué ámbitos actúe, a saber: 
- El intergubernamentalismo, que cristaliza en una «cooperación» intensa entre los Estados a través de la Unión y de su entramado institucional y jurídico, y en particular en el seno de las dos instituciones que más abiertamente acogen y representan los «intereses nacionales» en la administración comunitaria, el Consejo Europeo y el Consejo, este último ejerciendo en exclusividad el poder legislativo junto al Parlamento. A esta lógica responden la PESC y la cooperación policial y judicial en materia penal, si bien esta última se integra ya, con Lisboa, en el ámbito supranacional.

- El supranacionalismo, que se manifiesta más allá de una cooperación entre Estados a nivel comunitario, en una «coordinación» o supraordenación respetuosa de sus actuaciones e intereses bajo la primacía del «interés general europeo» y el interés común, cuya defensa se encomienda al poder ejecutivo de la Unión, el Colegio de Comisarios,[8] que actúa con la aprobación del Parlamento y del Consejo, y bajo el control parlamentario del primero, ante quien responde, y del alto Tribunal de Justicia (TJUE). Está integrado, fundamentalmente, por lo que desde Maastricht hasta Lisboa se ha venido conociendo como Pilar Comunitario (las tres Comunidades Europeas)

Podemos detectar también, si bien formalmente integrado en este último ámbito, lo que la doctrina viene denominando, dada la completa integración y el sometimiento a una política o sistema único europeo, el «triángulo federal» de la construcción comunitaria, que abarcaría las tres áreas materiales del Derecho y la política europeos que presentan, en coherencia con su muy avanzada integración y su propia naturaleza y vocación, un método de funcionamiento que, si bien no formalmente, materialmente responde al modo federal: la Unión Económica y Monetaria, el Sistema Judicial comunitario del TJUE y la ciudadanía europea (en los ámbitos en que despliegan su eficacia, que no es universal, sino parcelaria).

## El federalismo como filosofía política
El significado de «federalismo» como movimiento político y lo que en sí constituye un «federalista», varía con el país y el contexto histórico. Los movimientos asociados con la instauración o desarrollo de federaciones pueden tener un carácter tanto centralista como descentralizador. Por ejemplo, en la época del surgimientos de estos países, los «federalistas» en Estados Unidos y Australia eran aquellos que propugnaban la creación de gobiernos centrales fuertes. De igual modo, en la Unión Europea, el federalismo europeo persigue una mayor integración europea, hay una parte de dicho movimiento que tiene como objetivo a largo plazo, crear unos "Estados Unidos de Europa". Sin embargo, en España y en la Alemania de la posguerra, los movimientos pro federales han buscado la descentralización: la transferencia de poder desde las autoridades centrales hacia órganos locales.

## Debate y conflicto interno
Ciertas disputas políticas y constitucionales son inherentes a las federaciones. Por ejemplo, el reparto preciso de facultades y responsabilidad entre los gobiernos federal y "regional" suele ser una fuente de disputa. A menudo, como ocurre en los Estados Unidos, tales conflictos se resuelven por la vía judicial, que delimita las competencias de los gobiernos federal y estatales. La relación existente entre los tribunales federales y "locales" es distinta de país a país y puede ser un tema problemático y complejo en sí mismo.
Otro lugar común de los sistemas federales es el conflicto entre los intereses nacionales y los regionales, o entre los intereses y aspiraciones de los distintos grupos étnicos. En algunas federaciones existe una relativa homogeneidad en todo su territorio, siendo cada estado integrante prácticamente una versión en miniatura de todo el conjunto. Esto recibe el nombre de federalismo congruente. Por otro lado, el federalismo incongruente tiene lugar cuando los distintos autogobiernos tienen su razón de ser en distintos grupos étnicos.
La capacidad de un gobierno federal de crear instituciones nacionales que puedan arbitrar las diferencias "regionales" debidas a motivos lingüísticos, étnicos, religiosos o de otro orden es un reto importante. La incapacidad de dar respuesta a este reto puede dar lugar a la disgregación de partes de la federación o a la guerra civil, como ocurrió en Estados Unidos y en Suiza. En algunos casos, el conflicto interno puede acarrear el derrumbe de la federación, como aconteció en Nigeria, la Federación de Rodesia y Nyasalandia, los Estados Unidos de Centroamérica, la Federación de las Indias Occidentales, o la Confederación Perú-Boliviana.

## Lista de Estados federales

### Contemporáneas
| Federación                      | Subdivisiones                                    | Número                                                                                             | Otras                                                                      |
| ------------------------------- | ------------------------------------------------ | -------------------------------------------------------------------------------------------------- | -------------------------------------------------------------------------- |
| Alemania                        | Estados de Alemania                              | 16 Bundesländer (Estados federados)                                                                |                                                                            |
| Argentina                       | Provincias de Argentina                          | 23 provincias                                                                                      | 1 Ciudad Autónoma                                                          |
| Australia                       | Estados y territorios de Australia               | 6 estados                                                                                          | 2 territorios internos y 7 territorios externos                            |
| Austria                         | Estados de Austria                               | 9 Bundesländer (Estados federados)                                                                 |                                                                            |
| Bélgica                         | Regiones de Bélgica                              | 3 regiones y 3 comunidades lingüísticas                                                            | 1 distrito bajo supervisión internacional                                  |
| Bosnia y Herzegovina            | Organización territorial de Bosnia y Herzegovina | 2 entidades autónomas (Federación de Bosnia y Herzegovina y República Srpska)                      | 1 distrito autónomo (Brčko)                                                |
| Brasil                          | Estados de Brasil                                | 26 estados                                                                                         | 1 Distrito Federal                                                         |
| Canadá                          | Provincias y territorios de Canadá               | 10 provincias                                                                                      | 3 territorios                                                              |
| Comoras                         | Islas de Comoras                                 | 3 islas                                                                                            |                                                                            |
| Emiratos Árabes Unidos          | Emiratos de los EAU                              | 7 emiratos                                                                                         |                                                                            |
| Estados Unidos                  | Estados y territorios                            | 50 estados                                                                                         | 1 Distrito, 5 territorios                                                  |
| Etiopía                         | Regiones de Etiopía                              | 9 regiones                                                                                         | 2 ciudades con estatuto                                                    |
| India                           | Estados y territorios de la India                | 29 estados                                                                                         | 7 territorios de la unión                                                  |
| Irak                            | Organización territorial de Irak                 | 18 provincias                                                                                      | 1 Región Autónoma (Kurdistán Iraquí)                                       |
| Malasia                         | Estados de Malasia                               | 13 estados                                                                                         | 3 territorios federales                                                    |
| México                          | Estados de México                                | 32 estados federados, libres y soberanos                                                           | 1 Ciudad-estado federal                                                    |
| Estados Federados de Micronesia | Estados Federados de Micronesia                  | 4 estados                                                                                          |                                                                            |
| Nepal                           | Provincias de Nepal                              | 7 provincias                                                                                       |                                                                            |
| Nigeria                         | Estados de Nigeria                               | 36 estados                                                                                         | 1 territorio                                                               |
| Pakistán                        | Provincias y Territorios de Pakistán             | 4 provincias                                                                                       | 1 territorio de la capital y 3 territorios federales                       |
| Rusia                           | Sujetos federales de Rusia                       | 46 óblasts, 22 repúblicas, 9 krais, 4 distritos autónomos, 3 ciudades federales, 1 óblast autónomo |                                                                            |
| San Cristóbal y Nieves          | Islas y Parroquias de San Cristóbal y Nieves     | 2 islas y 14 parroquias                                                                            |                                                                            |
| Somalia                         | Regiones de Somalia                              | 18 regiones                                                                                        |                                                                            |
| Sudán                           | Estados de Sudán                                 | 15 estados                                                                                         |                                                                            |
| Sudán del Sur                   | Estados de Sudán del Sur                         | 10 estados                                                                                         |                                                                            |
| Suiza                           | Cantones de Suiza                                | 20 cantones y 6 semicantones                                                                       |                                                                            |
| Venezuela                       | Estados de Venezuela                             | 23 estados                                                                                         | 1 Distrito Capital, las Dependencias Federales y los Territorios Federales |

### Países o territorios dependientes que forman parte de una federación
| País/territorio          | Federación que depende | Subdivisiones                              | Número        | Otras                    |
| ------------------------ | ---------------------- | ------------------------------------------ | ------------- | ------------------------ |
| Islas Marianas del Norte | Estados Unidos         | Municipios de las Islas Marianas del Norte | 4 municipios  |                          |
| Puerto Rico              | Estados Unidos         | Municipios de Puerto Rico                  | 78 municipios | 8 Distritos senatoriales |

#### Denominaciones largas
- Federación de: Malasia, Rusia, San Cristóbal y Nieves.
- República: Argentina
- República de: Austria, India, Sudán, Sudán del Sur.
- República federal de: Alemania, Nigeria, Somalia.
- República federal democrática de: Etiopía, Nepal.
- Otros:
  - Confederación (Suiza)
  - Emiratos Árabes Unidos
  - Estados Federados (Estados Federados de Micronesia)
  - Estados Unidos de América (Estados Unidos)
  - Estados Unidos Mexicanos (México)
  - Mancomunidad (Australia)
  - Reino (Bélgica)
  - República Bolivariana (Venezuela)
  - República federativa (Brasil)
  - República Islámica (Pakistán)
  - Unión (Comoras)
- Ninguno:
  - Bosnia-Herzegovina
  - Canadá (también aceptado Dominio).

### Desaparecidas
- Estados Unidos de Venezuela
- República de las Dos Naciones (1569–1795).
- Provincias Unidas de los Países Bajos (1581–1795).
- África Occidental Francesa (1904–1958).
- República Federal de Chile (1826-1828).
- Checoslovaquia (1969–1992).
- Confederación Argentina (1831-1861). Actualmente también es uno de los 3 nombres oficiales de Argentina.[10]
  - Provincias Unidas del Río de la Plata (1810–1831).[10]
- Confederación Perú-Boliviana (1836–1839).
- Estados Confederados de América (1861–1865).
- Estados Unidos de Colombia (1863–1886).
  - Confederación Granadina (1858–1863).
  - Provincias Unidas de la Nueva Granada (1811–1816).
- Estado Federal de Loreto (1896). A diferencia de otros esta entidad se consideraba un estado autónomo dentro del territorio de la República del Perú.
- República de China (1912–1928).
- Unión de Birmania (1948–1962).
- Reino de Libia (1951–1963).
- Federación de Arabia del Sur (1962–1967).
- Federación de Etiopía y Eritrea (1952–1962).
- Federación Malaya (1948–1963).
- Federación de Rodesia y Nyasalandia (1953–1963).
- Federación de las Indias Occidentales (1958–1962).
- Federación de Malí (1959–1960).
- Liga de los Pueblos Libres (1814-1820).
- República Árabe Unida (1958–1961).
- República Federal de Camerún (1961–1972).
- República Federal de Centro América (1824–1840).
  - Provincias Unidas de América Central (1823).
- República Federal Española (1873-1874).
- República Federal Española (1931-1939).
- República Federal de Yugoslavia (1992–2003).
  - República Federal Socialista de Yugoslavia (1945–1992).2
  - Reino de Yugoslavia (1939–1941).
- Unión de Repúblicas Socialistas Soviéticas (1922–1991).1
  - República Socialista Federativa Soviética de Rusia (1917-1991).
  - República Socialista Federal Soviética de Transcaucasia  (1922-1936).